# Michael Mönninger
Michael Mönninger (* 7. Juli 1958 in Paderborn) ist ein deutscher Journalist, Architekturkritiker und Hochschullehrer.

## Werdegang
Mönninger absolvierte 1977 das Abitur am Goerdeler-Gymnasium Paderborn. Danach studierte er zunächst bis 1978 Schulmusik und Klavier an der Hochschule für Musik und darstellende Kunst in Frankfurt am Main und absolvierte von 1979 bis 1980 ein Verlagsvolontariat beim Verlag Syndikat/Europäische Verlagsanstalt ebenfalls in Frankfurt. Anschließend studierte er von 1980 bis 1985 Germanistik, Philosophie, Soziologie und Kunstgeschichte an der Universität Frankfurt. Thema seiner Magisterarbeit war „Postmoderne als Resemantisierung. Grundlagen einer Semiologie nicht-sprachlicher Bedeutungssysteme am Beispiel der Architektur“. 1985 absolvierte er die Henri-Nannen-Journalistenschule in Hamburg.
Mönninger war bei mehreren bedeutenden Zeitungen und Zeitschriften als Feuilleton-Redakteur und Architekturkritiker tätig: Von 1986 bis 1994 war er Redakteur der Frankfurter Allgemeinen Zeitung, von 1994 bis 1995 war er Redakteur des Spiegel. 1995 promovierte er an der Staatlichen Hochschule für Gestaltung in Karlsruhe mit einer Arbeit über Camillo Sitte.
Von 1995 bis 1996 war er Fellow am Wissenschaftskolleg zu Berlin, sein Forschungsthema dort war die aktuelle Architektur- und Städtebautheorie in historischer Perspektive. Von 1996 bis 1999 war er Leitender Redakteur und Architekturkritiker der Berliner Zeitung.
Von 1999 bis 2000 vertrat er die „Lehrkanzel für Theorie und Geschichte der Architektur“ (Friedrich Achleitner) an der Universität für Angewandte Kunst in Wien. Von 2001 bis 2002 war er wiederum leitender Redakteur der Tageszeitung „Die Welt“ in Berlin und Brüssel. Von 2003 bis 2007 war er Frankreich-Korrespondent der Wochenzeitung „Die Zeit“ in Paris.
Seit 2007 ist er Universitätsprofessor für Geschichte und Theorie der Bau- und Raumkunst an der Hochschule für Bildende Künste in Braunschweig.
Mönninger war Mitglied in zahlreichen Beiräten und Jurys und in mehreren Gremien der akademischen Selbstverwaltung. Bis 2014 war er gemeinsam mit Klaus Semsroth und Christiane Craseman-Collins Herausgeber der historisch-kritischen sechsbändigen Gesamtausgabe der Schriften und Entwürfe von Camillo Sitte.
Mönninger ist seit 1994 mit der Historikerin Dorothea Hauser verheiratet. Das Paar hat zwei Kinder.

## Ehrungen und Preise
- 1989: Kritikerpreis der Bundesarchitektenkammer
- 1990: Stipendium des Marshall Memorial Fund in den USA
- 1994: Promotionsstipendium der HfG Karlsruhe

## Publikationen (Auswahl)
Monographien:
- „Neue Heime als Grundzellen für einen gesunden Staat“. Städte- und Wohnungsbau der Nachkriegsmoderne. Die Konzernzeitschrift „Neue Heimat Monatshefte“ 1954–1981. Verlag DOM Publishers, Berlin 2018.
- Coop Himmelb(l)au, Complete Works, Taschen, Köln 2010
- Axel Schultes / Charlotte Frank. Bundeskanzleramt Berlin. Edition Axel Menges, Stuttgart-London 2002
- Stefan Braunfels – Pinakothek der Moderne. Birkhäuser, Basel-Boston-Berlin 2002
- Stadtgesellschaft. Suhrkamp, Frankfurt am Main 1999
- Vom Ornament zum Nationalkunstwerk – Zur Kunst- und Architekturtheorie Camillo Sittes. Vieweg, Braunschweig-Wiesbaden 1998
- Stadtansichten: Architekten, Orte, Häuser. Lindinger & Schmid, Regensburg 1997
- Light Design. Taschen, Köln 1993
- Japan Design. Taschen, Köln 1992

Herausgeber
- mit Jörn Düwel: Von der Sozialutopie zum städtischen Haus. Texte und Interviews von Hans Stimmann. DOM Publishers Berlin 2011.
- mit Jörn Düwel: Zwischen Traum und Trauma: Stadtplanungskonzepte der Nachkriegsmoderne in Europa. DOM Publishers Berlin 2011.
- mit Klaus Semsroth, Christiane Craseman-Collins: Camillo Sitte Gesamtausgabe. Schriften und Projekte Bd. 1–6, Böhlau, Wien-Köln-Weimar 2008-2014.
- Last Exit Downtown – Städte in Gefahr. Birkhäuser, Basel-Boston-Berlin 1994.
- Das neue Berlin – Baugeschichte und Stadtplanung der deutschen Hauptstadt. Insel, Frankfurt am Main 1991.
- mit Vittorio Magnago Lampugnani: Berlin morgen – Ideen für das Herz einer Großstadt. Katalog zur Ausstellung im Dt. Architekturmuseum  Frankfurt am Main. Hatje, Stuttgart 1991.